# Nora Brockstedt
Nora Brockstedt, amb el nom de naixement Nora Berg (Oslo, 20 de gener de 1923 - ibídem, 5 de novembre de 2015), va ser una cantant noruega, primera representant del seu país, i en dues ocasions, al Festival d'Eurovisió.
Va iniciar la seva carrera a l'edat de 19 anys, actuant en el cabaret "Chat Noir" a Oslo. Durant els anys de la dècada de 1950 va gaudir d'èxits amb temes com «En liten pike i renti sko», «Augustin», i «Tango for to». Entre els anys 1950 i 1954, va ser un dels sis membres del grup The Monn Keys, que incloïa Arne Bendiksen i Egil Monn-Iversen. Brockstedt es va guanyar la reputació de ser la millor intèrpret per al compositor Alf Prøysen.
Brockstedt va representar Noruega dues vegades en el Festival d'Eurovisió, el 1960 a Londres amb la cançó «Voi Voi», sent la primera representant noruega i el 1961 a Cannes amb la cançó «Sommer i Palma», en la qual descriu un amor d'estiu a Palma. En els últims anys, Nora es va centrar en la seva carrera de jazz, amb àlbums com As Time Goes By, de 2004, i Christmas Songs, de 2005. Va morir als 92 anys, després d'una breu malaltia, a l'hospital d'Ullevaal, a Oslo, el 5 de novembre de 2015.